# 1999年のNFLドラフト
1999年のNFLドラフトは、64回目のNFLドラフト。1999年4月17日から18日までの2日間ニューヨークのマディソン・スクエア・ガーデンで開催された。
ドラフト指名順は、エクスパンションチームのクリーブランド・ブラウンズ、続いて1998年のレギュラーシーズンの成績が悪かったチームから完全ウェーバー制で行われた。クリーブランド・ブラウンズは全体1位でケンタッキー大学のQBティム・カウチを指名した。1巡ではカウチの他にドノバン・マクナブ、アキリ・スミス、ダンテ・カルペッパー、ケイド・マクナウンと5人のQBが指名された。5人のQBがドラフト1巡で指名されるのは1983年のドラフト以来のことであった（その後2018年、2021年のドラフト1巡で5人のQBが指名された。）。ドラフト全体1位から3位までQBが指名されたのは1971年以来2度目のことであった。
5人のうちNFLで成功したのはマクナブとカルペッパーのみでカウチ、スミス、マクナウンはドラフトのバスト（期待はずれ）とされる。
ドラフト全体4位でインディアナポリス・コルツが指名したエジャリン・ジェームスは前年ドラフト全体1位指名のペイトン・マニング、WRマービン・ハリソンとともにトリプレッツと呼ばれコルツの強力オフェンスを牽引した。
前年3勝13敗に終わったニューオーリンズ・セインツは全てのドラフト指名権をワシントン・レッドスキンズにトレードし、全体5位でリッキー・ウィリアムズを指名した。1年目のシーズン、ウィリアムズは活躍できず、マイク・ディトカヘッドコーチはチームを去ることとなった。
全米ではNFLネットワークとESPNによって放送された。

## 指名選手
指名順位の数字の後の*は、FAで失った選手に対して自動的に計算し与えられる補償ドラフト、**はエクスパンションチームであるクリーブランド・ブラウンズに与えられる指名権を示す。

### 1巡指名選手
| 指名順位 | チーム                             | 選手名                         | ポジション | 出身大学                 |
| 1        | クリーブランド・ブラウンズ         | ティム・カウチ                 | QB         | ケンタッキー大学         |
| 2        | フィラデルフィア・イーグルス       | ドノバン・マクナブ             | QB         | シラキュース大学         |
| 3        | シンシナティ・ベンガルズ           | アキリ・スミス                 | QB         | オレゴン大学             |
| 4        | インディアナポリス・コルツ         | エジャリン・ジェームス         | RB         | マイアミ大学             |
| 5        | ニューオーリンズ・セインツ         | リッキー・ウィリアムズ         | RB         | テキサス大学             |
| 6        | セントルイス・ラムズ               | トリー・ホルト                 | WR         | ノースカロライナ州立大学 |
| 7        | ワシントン・レッドスキンズ         | チャンプ・ベイリー             | CB         | ジョージア大学           |
| 8        | アリゾナ・カージナルス             | デビッド・ボストン             | WR         | オハイオ州立大学         |
| 9        | デトロイト・ライオンズ             | クリス・クレイボーン           | LB         | USC                      |
| 10       | ボルチモア・レイブンズ             | クリス・マカリスター           | CB         | アリゾナ大学             |
| 11       | ミネソタ・バイキングス             | ダンテ・カルペッパー           | QB         | セントラルフロリダ大学   |
| 12       | シカゴ・ベアーズ                   | ケイド・マクナウン             | QB         | UCLA                     |
| 13       | ピッツバーグ・スティーラーズ       | トロイ・エドワーズ             | WR         | ルイジアナ工科大学       |
| 14       | カンザスシティ・チーフス           | ジョン・テイト                 | OT         | BYU                      |
| 15       | タンパベイ・バッカニアーズ         | アンソニー・マクファーランド   | DT         | LSU                      |
| 16       | テネシー・タイタンズ               | ジェボン・カース               | DE         | フロリダ大学             |
| 17       | ニューイングランド・ペイトリオッツ | ダミアン・ウッディー           | C          | ボストンカレッジ         |
| 18       | オークランド・レイダース           | マット・スティンチコム         | OT         | ジョージア大学           |
| 19       | ニューヨーク・ジャイアンツ         | ルーク・ペティグー             | OT         | ノートルダム大学         |
| 20       | ダラス・カウボーイズ               | エベネザー・エキュバン         | DE         | ノースカロライナ大学     |
| 21       | アリゾナ・カージナルス             | L・J・シェルトン               | OT         | 東ミシガン大学           |
| 22       | シアトル・シーホークス             | ラマー・キング                 | DE         | サギノーバレー州立大学   |
| 23       | バッファロー・ビルズ               | アントワン・ウィンフィールド   | CB         | オハイオ州立大学         |
| 24       | サンフランシスコ・49ers            | レジー・マクグルー             | DT         | フロリダ大学             |
| 25       | グリーンベイ・パッカーズ           | アントワン・エドワーズ         | S          | クレムソン大学           |
| 26       | ジャクソンビル・ジャガーズ         | フェルナンド・ブライアント     | DE         | アラバマ大学             |
| 27       | デトロイト・ライオンズ             | アーロン・ギブソン             | OT         | ウィスコンシン大学       |
| 28       | ニューイングランド・ペイトリオッツ | アンディ・カッツェンモイヤー   | LB         | オハイオ州立大学         |
| 29       | ミネソタ・バイキングス             | ディミトリアス・アンダーウッド | WR         | ミシガン州立大学         |
| 30       | アトランタ・ファルコンズ           | パトリック・カーニー           | LB         | バージニア大学           |
| 31       | デンバー・ブロンコス               | アル・ウィルソン               | RB         | テネシー大学             |

### 2巡指名選手
| 指名順位 | チーム                             | 選手名                   | ポジション | 出身大学               |
| 32       | クリーブランド・ブラウンズ         | ケビン・ジョンソン       | WR         | シラキュース大学       |
| 33       | シンシナティ・ベンガルズ           | チャールズ・フィッシャー | CB         | ウェストバージニア大学 |
| 34       | カロライナ・パンサーズ             | クリス・テリー           | OT         | ジョージア大学         |
| 35       | フィラデルフィア・イーグルス       | バリー・ガードナー       | LB         | ノースウェスタン大学   |
| 36       | インディアナポリス・コルツ         | マイク・ピーターソン     | LB         | フロリダ大学           |
| 37       | ワシントン・レッドスキンズ         | ジョン・ジャンセン       | OT         | ミシガン大学           |
| 38       | カロライナ・パンサーズ             | マイク・ラッカー         | DE         | ネブラスカ大学         |
| 39       | マイアミ・ドルフィンズ             | ジェームズ・ジョンソン   | RB         | ミシシッピ州立大学     |
| 40       | オークランド・レイダース           | トニー・ブライアント     | DE         | フロリダ州立大学       |
| 41       | セントルイス・ラムズ               | ドレ・ブライ             | CB         | ノースカロライナ大学   |
| 42       | アトランタ・ファルコンズ           | レジー・ケリー           | TE         | ミシシッピ州立大学     |
| 43       | マイアミ・ドルフィンズ             | ロブ・コンラッド         | FB         | シラキュース大学       |
| 44       | ミネソタ・バイキングス             | ジム・クラインサッサー   | TE         | ノースダコタ大学       |
| 45**     | クリーブランド・ブラウンズ         | ラヒム・アブダラー       | LB         | クレムソン大学         |
| 46       | ニューイングランド・ペイトリオッツ | ケビン・フォーク         | RB         | LSU                    |
| 47       | グリーンベイ・パッカーズ           | フレッド・ビンソン       | CB         | ヴァンダービルト大学   |
| 48       | シカゴ・ベアーズ                   | ラッセル・デービス       | DT         | ノースカロライナ大学   |
| 49       | ニューヨーク・ジャイアンツ         | ジョー・モンゴメリー     | RB         | オハイオ州立大学       |
| 50       | タンパベイ・バッカニアーズ         | ショーン・キング         | QB         | テュレーン大学         |
| 51       | アリゾナ・カージナルス             | ジョニー・ラトリッジ     | LB         | フロリダ大学           |
| 52       | テネシー・タイタンズ               | ジョン・ソーントン       | DT         | ウェストバージニア大学 |
| 53       | バッファロー・ビルズ               | ピアレス・プライス       | WR         | テネシー大学           |
| 54       | カンザスシティ・チーフス           | マイク・クラウド         | RB         | ボストンカレッジ       |
| 55       | ダラス・カウボーイズ               | ソロモン・ペイジ         | OG         | ウェストバージニア大学 |
| 56       | ジャクソンビル・ジャガーズ         | ラリー・スミス           | DT         | フロリダ州立大学       |
| 57       | ニューヨーク・ジェッツ             | ランディ・トーマス       | OG         | ミシシッピ州立大学     |
| 58       | デンバー・ブロンコス               | モンテイ・レイガー       | DT         | テキサス工科大学       |
| 59       | ピッツバーグ・スティーラーズ       | スコット・シールズ       | S          | ウィーバー州立大学     |
| 60       | サンディエゴ・チャージャーズ       | ジャーメイン・ファザンデ | RB         | オクラホマ大学         |
| 61       | デンバー・ブロンコス               | レニー・フリードマン     | OG         | デューク大学           |

### 3巡指名選手
| 指名順位 | チーム                             | 選手名                   | ポジション | 出身大学                     |
| 62       | クリーブランド・ブラウンズ         | デイロン・マッカチオン   | CB         | USC                          |
| 63       | インディアナポリス・コルツ         | ブランドン・バールワース | OG         | アーカンソー大学             |
| 64       | フィラデルフィア・イーグルス       | ダグ・ブルゼンジンスキー | OG         | ボストンカレッジ             |
| 65       | シンシナティ・ベンガルズ           | コーリー・ホール         | S          | フレズノ州立大学             |
| 66       | シカゴ・ベアーズ                   | レックス・タッカー       | OT         | テキサスA&M大学              |
| 67       | デンバー・ブロンコス               | クリス・ワトソン         | CB         | 東イリノイ大学               |
| 68       | セントルイス・ラムズ               | リチ・コーディー         | S          | テキサスA&M大学              |
| 69       | サンディエゴ・チャージャーズ       | スティーブ・ハイデン     | TE         | サウスダコタ州立大学         |
| 70       | デトロイト・ライオンズ             | ジャレッド・デブリーズ   | DE         | アイオワ大学                 |
| 71       | シカゴ・ベアーズ                   | ドウェイン・ベイツ       | WR         | ノースウェスタン大学         |
| 72       | マイアミ・ドルフィンズ             | グレイ・ルーゲイマー     | C          | アリゾナ州立大学             |
| 73       | ピッツバーグ・スティーラーズ       | ジョーイ・ポーター       | LB         | コロラド州立大学             |
| 74       | ピッツバーグ・スティーラーズ       | クリス・ファリス         | OT         | UCLA                         |
| 75       | カンザスシティ・チーフス           | ゲイリー・スティルズ     | DE         | ウェストバージニア大学       |
| 76**     | クリーブランド・ブラウンズ         | マーキス・スミス         | S          | カリフォルニア大学           |
| 77       | シアトル・シーホークス             | ブロック・ヒュアード     | QB         | ワシントン大学               |
| 78       | シカゴ・ベアーズ                   | マーティ・ブッカー       | WR         | ノースイーストルイジアナ大学 |
| 79       | ニューヨーク・ジャイアンツ         | ダン・キャンベル         | TE         | テキサスA&M大学              |
| 80       | タンパベイ・バッカニアーズ         | マーティン・グラマティカ | K          | カンザス州立大学             |
| 81       | テネシー・タイタンズ               | ザック・ピラー           | OG         | フロリダ大学                 |
| 82       | シアトル・シーホークス             | カーステン・ベイリー     | WR         | オーバーン大学               |
| 83       | アリゾナ・カージナルス             | トム・バーク             | DE         | ウィスコンシン大学           |
| 84       | カンザスシティ・チーフス           | ラリー・アトキンス       | LB         | UCLA                         |
| 85       | ダラス・カウボーイズ               | ダット・ウィン           | LB         | テキサスA&M大学              |
| 86       | バッファロー・ビルズ               | ショーン・ブライソン     | FB         | テネシー大学                 |
| 87       | グリーンベイ・パッカーズ           | マイク・マッケンジー     | CB         | メンフィス大学               |
| 88       | ジャクソンビル・ジャガーズ         | アンソニー・セサリオ     | OG         | コロラド州立大学             |
| 89       | サンフランシスコ・49ers            | チケ・オキーファ         | DE         | パデュー大学                 |
| 90       | ニューヨーク・ジェッツ             | デビッド・ロバーン       | OG         | サンノゼ州立大学             |
| 91       | ニューイングランド・ペイトリオッツ | トニー・ジョージ         | S          | フロリダ大学                 |
| 92       | アトランタ・ファルコンズ           | ジェフ・ポーク           | FB         | アリゾナ州立大学             |
| 93       | デンバー・ブロンコス               | トラビス・マグリフ       | WR         | フロリダ大学                 |
| 94*      | グリーンベイ・パッカーズ           | クレティダス・ハント     | DT         | ケンタッキー州立大学         |
| 95*      | ピッツバーグ・スティーラーズ       | エイモス・ゼラウエー     | RB         | ウェストバージニア大学       |

### 4巡指名選手
| 指名順位 | チーム                       | 選手名                   | ポジション | 出身大学                       |
| 96       | インディアナポリス・コルツ   | ポール・ミランダ         | CB         | セントラルフロリダ大学         |
| 97       | フィラデルフィア・イーグルス | ジョン・ウェルボーン     | OT         | カリフォルニア大学             |
| 98       | シンシナティ・ベンガルズ     | クレイグ・イースト       | WR         | ケンタッキー大学               |
| 99       | サンフランシスコ・49ers      | アンソニー・パーカー     | CB         | ウィーバー州立大学             |
| 100      | カロライナ・パンサーズ       | ハンニバル・ネイビーズ   | LB         | コロラド大学                   |
| 101      | セントルイス・ラムズ         | ジョー・ジャーメイン     | QB         | オハイオ州立大学               |
| 102      | オークランド・レイダース     | ダミーン・ダグラス       | WR         | カリフォルニア大学             |
| 103      | デトロイト・ライオンズ       | セドリック・アービン     | RB         | ミシガン州立大学               |
| 104      | サンディエゴ・チャージャーズ | ジェイソン・ペリー       | S          | ノースカロライナ州立大学       |
| 105      | ボルチモア・レイブンズ       | ブランドン・ストークリー | WR         | サウスウェスタンルイジアナ大学 |
| 106      | シカゴ・ベアーズ             | ウォリック・ホルドマン   | LB         | テキサスA&M大学                |
| 107      | ワシントン・レッドスキンズ   | ネイト・スティムソン     | LB         | ジョージア工科大学             |
| 108      | カンザスシティ・チーフス     | ラリー・パーカー         | WR         | USC                            |
| 109      | ピッツバーグ・スティーラーズ | アーロン・スミス         | DE         | 北コロラド大学                 |
| 110**    | サンフランシスコ・49ers      | パーソン・プリオロー     | S          | バージニア工科大学             |
| 111      | シカゴ・ベアーズ             | ルーズベルト・コルビン   | LB         | パデュー大学                   |
| 112      | ニューヨーク・ジャイアンツ   | ショーン・ベネット       | RB         | ノースウェスタン大学           |
| 113      | タンパベイ・バッカニアーズ   | デクスター・ジャクソン   | S          | フロリダ州立大学               |
| 114      | テネシー・タイタンズ         | ブラッド・ウェア         | S          | オーバーン大学                 |
| 115      | シアトル・シーホークス       | アントニオ・コクラン     | DE         | ジョージア大学                 |
| 116      | アリゾナ・カージナルス       | ジョエル・マコビカ       | FB         | ネブラスカ大学                 |
| 117      | テネシー・タイタンズ         | ドナルド・ミッチェル     | CB         | 南メソジスト大学               |
| 118      | ダラス・カウボーイズ         | ウェイン・マギャリティー | WR         | テキサス大学                   |
| 119      | バッファロー・ビルズ         | キース・ニューマン       | LB         | ノースカロライナ大学           |
| 120      | ミネソタ・バイキングス       | ケニー・ライト           | CB         | ノースウェスタン州立大学       |
| 121      | ジャクソンビル・ジャガーズ   | ケビン・ランドルト       | OT         | ウェストバージニア大学         |
| 122      | バッファロー・ビルズ         | ボビー・コリンズ         | TE         | 北アラバマ大学                 |
| 123      | ニューヨーク・ジェッツ       | ジェイソン・ウィルツ     | DT         | ネブラスカ大学                 |
| 124      | クリーブランド・ブラウンズ   | ワリ・レイナー           | LB         | バージニア大学                 |
| 125      | ミネソタ・バイキングス       | ジェイ・ハンフリー       | OT         | テキサス大学                   |
| 126      | アトランタ・ファルコンズ     | ジョンデイル・カーティ   | S          | ユタ州立大学                   |
| 127      | デンバー・ブロンコス         | オランディス・ゲイリー   | RB         | ジョージア大学                 |
| 128*     | フィラデルフィア・イーグルス | デイモン・ムーア         | S          | オハイオ州立大学               |
| 129*     | ボルチモア・レイブンズ       | エドウィン・ムリタロ     | OG         | アリゾナ大学                   |
| 130*     | フィラデルフィア・イーグルス | ナ・ブラウン             | WR         | ノースカロライナ大学           |
| 131*     | グリーンベイ・パッカーズ     | アーロン・ブルックス     | QB         | バージニア大学                 |
| 132*     | ダラス・カウボーイズ         | ペッピ・ゼルナー         | DE         | フォートバレー州立大学         |
| 133*     | グリーンベイ・パッカーズ     | ジョシュ・ビドウェル     | P          | オレゴン大学                   |

### 5巡指名選手
| 指名順位 | チーム                             | 選手名                   | ポジション | 出身大学                     |
| 134      | マイアミ・ドルフィンズ             | セシル・コリンズ         | RB         | マクニース州立大学           |
| 135      | シンシナティ・ベンガルズ           | ニック・ルチェイ         | FB         | マイアミ大学                 |
| 136      | ピッツバーグ・スティーラーズ       | ジェラム・タマン         | TE         | ミシガン大学                 |
| 137      | デトロイト・ライオンズ             | タイリー・タルトン       | S          | 北アイオワ大学               |
| 138      | インディアナポリス・コルツ         | ブラッド・スキオリ       | DE         | ペンシルベニア州立大学       |
| 139      | サンディエゴ・チャージャーズ       | エイドリアン・ディングル | DE         | クレムソン大学               |
| 140      | シアトル・シーホークス             | フロイド・ウェダーバーン | OG         | ペンシルベニア州立大学       |
| 141      | サンディエゴ・チャージャーズ       | レジー・ネルソン         | OG         | マクニース州立大学           |
| 142      | マイアミ・ドルフィンズ             | ブライアン・ジョーンズ   | LB         | オレゴン州立大学             |
| 143      | シカゴ・ベアーズ                   | ジェリー・ウィズン       | OT         | ノートルダム大学             |
| 144      | シカゴ・ベアーズ                   | カーリ・サミュエル       | LB         | マサチューセッツ大学         |
| 145      | セントルイス・ラムズ               | キャメロン・スパイクス   | OG         | テキサスA&M大学              |
| 146      | オークランド・レイダース           | エリック・バートン       | LB         | メリーランド大学             |
| 147      | シカゴ・ベアーズ                   | ジェリー・アズマー       | CB         | ニューハンプシャー大学       |
| 148**    | クリーブランド・ブラウンズ         | ダーリン・シアブリニ     | WR         | コロラド大学                 |
| 149      | ニューヨーク・ジャイアンツ         | マイク・ローゼンタール   | OT         | ノートルダム大学             |
| 150      | タンパベイ・バッカニアーズ         | ジョン・マクローリン     | DE         | カリフォルニア大学           |
| 151      | テネシー・タイタンズ               | ケビン・ダフト           | QB         | カリフォルニア大学デービス校 |
| 152      | シアトル・シーホークス             | チャーリー・ロジャース   | RB         | ジョージア工科大学           |
| 153      | オークランド・レイダース           | ロデリック・コールマン   | DT         | 東カロライナ大学             |
| 154      | ニューイングランド・ペイトリオッツ | デリック・フレッチャー   | OG         | ベイラー大学                 |
| 155      | アリゾナ・カージナルス             | パリス・ジョンソン       | S          | マイアミ大学                 |
| 156      | バッファロー・ビルズ               | ジェイ・フォアマン       | LB         | ネブラスカ大学               |
| 157      | サンフランシスコ・49ers            | テリー・ジャクソン       | FB         | フロリダ大学                 |
| 158      | デンバー・ブロンコス               | デビッド・ボーエンス     | DE         | 西イリノイ大学               |
| 159      | グリーンベイ・パッカーズ           | デモンド・パーカー       | RB         | オクラホマ大学               |
| 160      | ジャクソンビル・ジャガーズ         | ジェイソン・クラフト     | CB         | コロラド州立大学             |
| 161      | サンフランシスコ・49ers            | タイロン・ホプソン       | OG         | 東ケンタッキー大学           |
| 162      | ニューヨーク・ジェッツ             | ジャーメイン・ジョーンズ | CB         | ノースウェスタン州立大学     |
| 163      | グリーンベイ・パッカーズ           | クレイグ・ハインバーガー | OG         | ミズーリ大学                 |
| 164      | アトランタ・ファルコンズ           | ユージン・ベイカー       | WR         | ケント州立大学               |
| 165      | ワシントン・レッドスキンズ         | デレック・スミス         | OT         | バージニア工科大学           |
| 166*     | ピッツバーグ・スティーラーズ       | マルコム・ジョンソン     | WR         | ノートルダム大学             |
| 167*     | デンバー・ブロンコス               | ダーウィン・ブラウン     | CB         | テキサス工科大学             |
| 168*     | アリゾナ・カージナルス             | ユースフ・スコット       | OG         | アリゾナ大学                 |
| 169*     | ミネソタ・バイキングス             | クリス・ジョーンズ       | S          | クレムソン大学               |

### 6巡指名選手
| 指名順位 | チーム                             | 選手名                   | ポジション | 出身大学                                   |
| 170      | シアトル・シーホークス             | スティーブ・ジョンソン   | CB         | テネシー大学                               |
| 171      | サンフランシスコ・49ers            | テイ・ストリーツ         | WR         | ミシガン大学                               |
| 172      | フィラデルフィア・イーグルス       | セシル・マーティン       | FB         | ウィスコンシン大学                         |
| 173      | シンシナティ・ベンガルズ           | ケリー・グレッグ         | DT         | オクラホマ大学                             |
| 174      | クリーブランド・ブラウンズ         | マーカス・スプリグス     | DT         | トロイ大学                                 |
| 175      | カロライナ・パンサーズ             | ロバート・ダニエル       | DE         | ノースウェスタン州立大学                   |
| 176      | セントルイス・ラムズ               | ライオネル・バーンズ     | DE         | ノースイーストルイジアナ大学               |
| 177      | デトロイト・ライオンズ             | クリント・クリーウォルト | LB         | ウィスコンシン大学スティーブンスポイント校 |
| 178      | サンディエゴ・チャージャーズ       | タイロン・ベル           | CB         | 北アラバマ大学                             |
| 179      | デンバー・ブロンコス               | デズモンド・クラーク     | TE         | ウェイクフォレスト大学                     |
| 180      | ニューイングランド・ペイトリオッツ | マーカス・ワシントン     | S          | コロラド大学                               |
| 181      | ワシントン・レッドスキンズ         | ジェフ・ホール           | K          | テネシー大学                               |
| 182      | ジャクソンビル・ジャガーズ         | エマーロス・リロイ       | DT         | ジョージア大学                             |
| 183      | ニューヨーク・ジェッツ             | マーク・メグナ           | LB         | リッチモンド大学                           |
| 184**    | シカゴ・ベアーズ                   | ラシャード・クック       | S          | USC                                        |
| 185      | ミネソタ・バイキングス             | タランス・ソイヤー       | DT         | UNLV                                       |
| 186      | テネシー・タイタンズ               | ダラン・ホール           | WR         | コロラド州立大学                           |
| 187      | クリーブランド・ブラウンズ         | ケンドール・オグレ       | LB         | メリーランド大学                           |
| 188      | オークランド・レイダース           | ダレン・ヤンシー         | DT         | BYU                                        |
| 189      | ニューヨーク・ジャイアンツ         | ライル・ウェスト         | S          | サンノゼ州立大学                           |
| 190      | アリゾナ・カージナルス             | コービー・ラインハート   | CB         | 南メソジスト大学                           |
| 191      | クリーブランド・ブラウンズ         | ジェームズ・ディース     | LS         | タールトン州立大学                         |
| 192      | マイアミ・ドルフィンズ             | ブレント・バーソロミュー | P          | オハイオ州立大学                           |
| 193      | ダラス・カウボーイズ               | マーテイ・ジェンキンス   | WR         | ネブラスカ大学オマハ校                     |
| 194      | バッファロー・ビルズ               | アーモン・ハッチャー     | S          | オレゴン州立大学                           |
| 195      | タンパベイ・バッカニアーズ         | ラマー・グレン           | FB         | フロリダ州立大学                           |
| 196      | グリーンベイ・パッカーズ           | ディー・ミラー           | WR         | オハイオ州立大学                           |
| 197      | ニューヨーク・ジェッツ             | J・P・マチャド           | C          | イリノイ大学                               |
| 198      | アトランタ・ファルコンズ           | ジェフ・ケリー           | LB         | カンザス州立大学                           |
| 199      | ミネソタ・バイキングス             | アンティコ・ダルトン     | LB         | ハンプトン大学                             |
| 200      | アトランタ・ファルコンズ           | エリック・シグペン       | S          | アイオワ大学                               |
| 201      | フィラデルフィア・イーグルス       | トロイ・スミス           | WR         | 東カロライナ大学                           |
| 202*     | アリゾナ・カージナルス             | メルビン・ブラッドリー   | LB         | アーカンソー大学                           |
| 203*     | グリーンベイ・パッカーズ           | スコット・カリー         | OT         | モンタナ大学                               |
| 204*     | デンバー・ブロンコス               | チャド・パーマー         | WR         | シンシナティ大学                           |
| 205*     | ニューヨーク・ジャイアンツ         | アンドレ・ウェザース     | CB         | ミシガン大学                               |
| 206*     | アリゾナ・カージナルス             | デニス・マッキンリー     | FB         | ミシシッピ州立大学                         |

### 7巡指名選手
| 指名順位 | チーム                             | 選手名                       | ポジション | 出身大学                       |
| 207      | クリーブランド・ブラウンズ         | マドレ・ヒル                 | RB         | アーカンソー大学               |
| 208      | フィラデルフィア・イーグルス       | ジェド・ウィーバー           | TE         | オレゴン大学                   |
| 209      | シンシナティ・ベンガルズ           | トニー・コーツ               | OG         | ワシントン大学                 |
| 210      | インディアナポリス・コルツ         | ハンター・スミス             | P          | ノートルダム大学               |
| 211      | カロライナ・パンサーズ             | トニー・ブース               | S          | ジェームズ・マディソン大学     |
| 212      | グリーンベイ・パッカーズ           | クリス・エイキンス           | S          | アーカンソー大学パインブラフ校 |
| 213      | グリーンベイ・パッカーズ           | ドナルド・ドライバー         | WR         | アルコーン州立大学             |
| 214      | ピッツバーグ・スティーラーズ       | アントニオ・ディングル       | DT         | バージニア大学                 |
| 215      | デトロイト・ライオンズ             | マイク・プリングリー         | DE         | ノースカロライナ大学           |
| 216      | ボルチモア・レイブンズ             | アンソニー・ポンデクスター   | S          | バージニア大学                 |
| 217      | ワシントン・レッドスキンズ         | ティム・アレキサンダー       | WR         | オレゴン州立大学               |
| 218      | デンバー・ブロンコス               | ビリー・ミラー               | TE         | USC                            |
| 219      | ピッツバーグ・スティーラーズ       | チャド・ケルセイ             | LB         | ネブラスカ大学                 |
| 220      | カンザスシティ・チーフス           | エリック・キング             | OG         | リッチモンド大学               |
| 221**    | シカゴ・ベアーズ                   | サレシオ・サンフォード       | WR         | ミドルテネシー州立大学         |
| 222      | テネシー・タイタンズ               | フィル・グローバー           | LB         | ユタ大学                       |
| 223      | ニューヨーク・ジェッツ             | ライアン・ヤング             | OT         | カンザス州立大学               |
| 224      | オークランド・レイダース           | ジョジュアン・アーマー       | S          | マイアミ大学                   |
| 225      | ニューヨーク・ジャイアンツ         | ライアン・ヘイル             | DT         | アーカンソー大学               |
| 226      | タンパベイ・バッカニアーズ         | ロバート・ハント             | OG         | バージニア大学                 |
| 227      | ニューイングランド・ペイトリオッツ | マイケル・ビショップ         | QB         | カンザス州立大学               |
| 228      | ピッツバーグ・スティーラーズ       | クリス・ブラウン             | K          | ネブラスカ大学                 |
| 229      | ダラス・カウボーイズ               | マイク・ラッキー             | TE         | アリゾナ大学                   |
| 230      | バッファロー・ビルズ               | シェルドン・ジャクソン       | TE         | ネブラスカ大学                 |
| 231      | ニューヨーク・ジャイアンツ         | O・J・チルドレス             | LB         | クレムソン大学                 |
| 232      | マイアミ・ドルフィンズ             | ジャーメイン・ヘイリー       | DT         | ビュートコミュニティカレッジ   |
| 233      | タンパベイ・バッカニアーズ         | オートリー・デンソン         | RB         | ノートルダム大学               |
| 234      | サンフランシスコ・49ers            | コーリー・マイナー           | LB         | ノートルダム大学               |
| 235      | ニューヨーク・ジェッツ             | J・J・シブラド               | LB         | ジェームズタウン大学           |
| 236      | ミネソタ・バイキングス             | ノエル・スカーレット         | DT         | ラングストン大学               |
| 237      | アトランタ・ファルコンズ           | トッド・マクルアー           | C          | LSU                            |
| 238      | デンバー・ブロンコス               | ジャスティン・スウィフト     | TE         | カンザス州立大学               |
| 239*     | アリゾナ・カージナルス             | クリス・グリーセン           | QB         | ノースウェストミズーリ州立大学 |
| 240*     | タンパベイ・バッカニアーズ         | ダーネル・マクドナルド       | WR         | カンザス州立大学               |
| 241*     | ニューイングランド・ペイトリオッツ | ショーン・モーリー           | WR         | ブラウン大学                   |
| 242*     | ジャクソンビル・ジャガーズ         | ディー・モロンコラ           | CB         | ワシントン州立大学             |
| 243*     | ダラス・カウボーイズ               | ケルビン・ガーモン           | OG         | ベイラー大学                   |
| 244*     | マイアミ・ドルフィンズ             | ジョー・ウォング             | OT         | BYU                            |
| 245*     | シンシナティ・ベンガルズ           | スコット・コビントン         | QB         | マイアミ大学                   |
| 246*     | ジャクソンビル・ジャガーズ         | クリス・ホワイト             | DE         | サザン大学                     |
| 247*     | アトランタ・ファルコンズ           | ロンデル・メネンデス         | WR         | 東ケンタッキー大学             |
| 248*     | バッファロー・ビルズ               | ブライス・フィッシャー       | DE         | 空軍士官学校                   |
| 249*     | シンシナティ・ベンガルズ           | ドナルド・ブルームフィールド | DT         | クレムソン大学                 |
| 250*     | インディアナポリス・コルツ         | コーリー・テリー             | DT         | テネシー大学                   |
| 251*     | フィラデルフィア・イーグルス       | パーネル・デービス           | DT         | アラバマ大学バーミングハム校   |
| 252*     | セントルイス・ラムズ               | ロドニー・ウィリアムズ       | P          | ジョージア工科大学             |
| 253*     | シカゴ・ベアーズ                   | ジム・フィン                 | FB         | ペンシルベニア大学             |

### ドラフト外入団の主な選手
| チーム                             | 選手名                       | ポジション | 出身大学                     |
| アトランタ・ファルコンズ           | ブレンドン・アヤンバデージョ | LB         | UCLA                         |
| アトランタ・ファルコンズ           | コーネル・グリーン           | OT         | セントラルフロリダ大学       |
| ボルチモア・レイブンズ             | コーリー・シャンブリン       | CB         | テネシー工科大学             |
| ボルチモア・レイブンズ             | マーキス・ダグラス           | DE         | ハワード大学                 |
| バッファロー・ビルズ               | キオン・カーペンター         | S          | バージニア工科大学           |
| バッファロー・ビルズ               | レイオン・ヒル               | S          | LSU                          |
| バッファロー・ビルズ               | ジェレミー・マクダニエル     | WR         | アリゾナ大学                 |
| カロライナ・パンサーズ             | マット・ライトル             | QB         | ピッツバーグ大学             |
| カロライナ・パンサーズ             | ジャマー・ネスビット         | OG         | サウスカロライナ大学         |
| カロライナ・パンサーズ             | マット・ライトル             | FB         | リッチモンド大学             |
| シカゴ・ベアーズ                   | アーロン・ステッカー         | RB         | 西イリノイ大学               |
| シカゴ・ベアーズ                   | デイモン・ワシントン         | RB         | コロラド州立大学             |
| クリーブランド・ブラウンズ         | マーク・キャンベル           | TE         | ミシガン大学                 |
| クリーブランド・ブラウンズ         | ホセ・コルテス               | K          | オレゴン州立大学             |
| クリーブランド・ブラウンズ         | クリス・ハンソン             | P          | マーシャル大学               |
| クリーブランド・ブラウンズ         | ロニー・パウエル             | WR         | ノースウェスタン州立大学     |
| ダラス・カウボーイズ               | ドウェイン・ホーソーン       | CB         | 北イリノイ大学               |
| ダラス・カウボーイズ               | ライアン・ニューフェルド     | FB         | UCLA                         |
| ダラス・カウボーイズ               | ロバート・ニューカーク       | DT         | ミシガン州立大学             |
| ダラス・カウボーイズ               | アラン・リカード             | FB         | ノースイーストルイジアナ大学 |
| ダラス・カウボーイズ               | ブライアン・ウォータース     | OG         | 北テキサス大学               |
| デトロイト・ライオンズ             | ダニエル・ポープ             | P          | アラバマ大学                 |
| グリーンベイ・パッカーズ           | ゾーラ・デービス             | WR         | サウスカロライナ大学         |
| グリーンベイ・パッカーズ           | ディオン・ハンフリー         | LB         | フロリダ州立大学             |
| グリーンベイ・パッカーズ           | バジル・ミッチェル           | RB         | TCU                          |
| インディアナポリス・コルツ         | チューキー・ンウォコリエ     | DE         | バデュー大学                 |
| インディアナポリス・コルツ         | テレンス・ウィルキンス       | WR         | バージニア大学               |
| ジャクソンビル・ジャガーズ         | ステイシー・マック           | RB         | テンプル大学                 |
| ジャクソンビル・ジャガーズ         | アンソニー・ミッチェル       | S          | タスケギー大学               |
| ジャクソンビル・ジャガーズ         | マイカ・ロス                 | WR         | ジャクソンビル大学           |
| カンザスシティ・チーフス           | マーク・ワード               | DE         | ジャクソンビル州立大学       |
| マイアミ・ドルフィンズ             | ロバート・ベイカー           | WR         | オーバーン大学               |
| ニューイングランド・ペイトリオッツ | コーリー・アイビー           | CB         | オクラホマ大学               |
| ニューイングランド・ペイトリオッツ | ギャレット・ジョンソン       | DT         | イリノイ大学                 |
| ニューオーリンズ・セインツ         | ドニー・スプラガン           | LB         | スタンフォード大学           |
| ニューヨーク・ジャイアンツ         | フランク・フェララ           | DE         | ロードアイランド大学         |
| ニューヨーク・ジャイアンツ         | バシア・リビングストン       | CB         | 東ワシントン大学             |
| ニューヨーク・ジャイアンツ         | レジー・スティーブンス       | CB         | ラトガース大学               |
| ニューヨーク・ジェッツ             | ジャーメイン・ウィギンズ     | TE         | ジョージア大学               |
| オークランド・レイダース           | マーロン・バーンズ           | RB         | コロラド大学                 |
| オークランド・レイダース           | バリー・シムズ               | OT         | ユタ大学                     |
| オークランド・レイダース           | サム・ソード                 | LB         | ミシガン大学                 |
| ピッツバーグ・スティーラーズ       | コーリー・ギーソン           | TE         | テューレーン大学             |
| ピッツバーグ・スティーラーズ       | マイク・シュネック           | LS         | ウィスコンシン大学           |
| ピッツバーグ・スティーラーズ       | アンソニー・ライト           | QB         | サウスカロライナ大学         |
| サンディエゴ・チャージャーズ       | ファキール・ブラウン         | CB         | グランブリング州立大学       |
| サンディエゴ・チャージャーズ       | ウィルバート・ブラウン       | OG         | ヒューストン大学             |
| サンディエゴ・チャージャーズ       | レジー・デービス             | TE         | ワシントン大学               |
| サンディエゴ・チャージャーズ       | ジョン・リーブス             | LB         | パデュー大学                 |
| サンディエゴ・チャージャーズ       | オーランド・ラフ             | LB         | ファーマン大学               |
| サンフランシスコ・49ers            | ダン・ダーチャー             | T          | カンザス大学                 |
| サンフランシスコ・49ers            | デイモン・グリフィン         | WR         | オレゴン大学                 |
| サンフランシスコ・49ers            | ケリー・ハーンドン           | CB         | トレド大学                   |
| サンフランシスコ・49ers            | ジョー・ゼレンカ             | LS         | ウェイクフォレスト大学       |
| シアトル・シーホークス             | ジェームズ・ヒル             | TE         | アビリーン・クリスチャン大学 |
| シアトル・シーホークス             | トッド・マクブライド         | CB         | UCLA                         |
| シアトル・シーホークス             | ブライアン・ムーアマン       | P          | ピッツバーグ州立大学         |
| セントルイス・ラムズ               | マット・チャタム             | LB         | サウスダコタ大学             |
| セントルイス・ラムズ               | クリフトン・クロスビー       | DB         | メリーランド大学             |
| セントルイス・ラムズ               | ジェームズ・ホジンズ         | FB         | サンノゼ州立大学             |
| タンパベイ・バッカニアーズ         | ボビー・ハワード             | LB         | ノートルダム大学             |
| タンパベイ・バッカニアーズ         | リマー・マーシャル           | LB         | ミシガン州立大学             |
| ワシントン・レッドスキンズ         | デリアス・トンプソン         | WR         | ベイラー大学                 |
| ワシントン・レッドスキンズ         | ロッド・ウォーカー           | DT         | トロイ大学                   |